# ارنست رادرفورد
ارنست رادرفورد  فیزیک‌دان برجسته هسته‌ای و برنده نوبل اهل نیوزیلند بود. ۱۹۱۱، او هسته اتم را کشف کرد. به‌پاس آن، او را پدر فیزیک هسته‌ای می‌نامند. عنصر رادرفوردیم به افتخار او نام‌گذاری شده است.
از کارهای او، پیش‌نهاد نیمه عمر رادیواکتیو، کشف عنصر رادیواکتیو رادون، و جدا کردن تابش آلفا و بتا هنگام کار در دانشگاه مک‌گیل در مونترال، کبک، کانادا بود. ۱۹۰۸، او «به سبب » نوبل شیمی گرفت. او نخستین برنده نوبل در کانادا و اقیانوسیه بود.رادرفورد، ۱۹۰۷ به دانشگاه ویکتوریا منچستر (دانشگاه منچستر امروزی) در انگلستان نقل مکان کرد، جایی که او و توماس رویز ثابت کردند که تابش آلفا، هسته هلیوم است. رادرفورد مشهورترین کارش را پس از برنده نوبل شدن انجام داد. ۱۹۱۱، او پیش نهاد که بار اتم‌ها در یک هسته بسیار کوچک متمرکز شده است، گرچه نتوانست مثبت یا منفی بودن آن را ثابت کند. بدین‌ترتیب با کشف و تفسیر خود، مدل اتم رادرفورد را پیش نهاد. پراکندگی رادرفورد، از راه آزمایش ورقه نازک طلا از سوی هانس گایگر و ارنست مارسدن-سایپرز نشان داده‌شد. ۱۹۱۷، او نخستین آزمایش هسته‌ای را انجام داد که در آن، هسته‌های نیتروژن با ذرات آلفا بمباران می‌شد. در نتیجه، او انتشار ذره‌ای زیراتمی را کشف کرد که ۱۹۱۹، آن را «اتم هیدروژن» نامید، گرچه ۱۹۲۰، آن را، دقیق‌تر، پروتون نامید.
۱۹۱۹، رادرفورد مدیر آزمایشگاه کاوندیش در دانشگاه کمبریج شد. ۱۹۳۲، جیمز چادویک با هدایت او، نوترون را کشف کرد و همان سال اولین آزمایش تقسیم هسته، کاملاً کنترل‌شده، از سوی دانشجویان او، جان کاکرافت و ارنست والتون، انجام شد.
رادرفورد، ۱۹۳۷ درگذشت و در اَبی وست‌مینستر نزدیک آیزاک نیوتون به خاک سپرده‌شد. ۱۹۹۷، عنصر شیمیایی رادرفوردیم (عنصر ۱۰۴) به افتخار او نام‌گذاری شد

## کودکی و نوجوانی
ارنست رادرفورد، ۳۰ اوت ۱۸۷۱ در حومه برایت‌واتر، نلسون در ساحل شمالی جزیره جنوبی نیوزیلند زاده شد. او چهارمین از دوازده فرزند جیمز و مارتا رادرفورد، نیوزیلندی‌های نسل اول بود که در کودکی از اسکاتلند به زلاند نو آمده بودند. خانواده رادرفورد، پرجمعیت و دوازده‌بچه‌ای بود که همه در کارهای روزمره خانواده همکاری می‌کردند. اهل خانه، همه جدی و کلیسا رو، خوش‌حال و بافرهنگ بودند. علاقه رادرفورد به علوم، زود آشکار شد. او ده ساله بود که به کتاب پرطرف‌داری به نام مفاهیم اولیه در فیزیک، نوشته معلمی به‌نام بالفور استوارت برخورد. این کتاب، یک خودآموز فیزیک بود که در آن اصول فیزیک با چیزهای ساده در خانه مانند سکه، شمع، سنگ ترازو و وسایل آشپزخانه یاد داده می‌شد. رادرفورد جوان، سخت شیفته آن کتاب شده بود. نخستین بورسیه از چندین بورسیه تحصیلی زندگی‌اش را ۱۸۸۷، که ۱۶ ساله بود، به‌دست‌آورد.

## تحصیل در دانشگاه
با دومین بورسیه تحصیلی، در دانشکده کانتربِری کرایست‌چرچ ثبت نام کرد که سال پیش از تولدش بنا شده بود. او رشته تحصیلی اصلی‌اش را فیزیک و ریاضی برگزید که از بخت او، هر دوی آن‌ها معلمان خوبی هم داشت. او در پایان دوره آموزشی سه‌ساله، کارشناسی ریاضی و فیزیک گرفت. در روزگار اقامت در کرایست‌چرچ، او با ماری نیوتن، دختر صاحب‌خانه‌اش آشنا و پای‌بند عشق او شد.
۱۸۹۵، رادرفورد در پی انتشار دو مقاله مهم دربارهٔ فعالیت تشعشعی عناصر و برخلاف دوم شدن در گزینش، جایزه مهم بورس تحصیلی گرفت. مقررات این جایزه، به برنده، حق انتخاب مؤسسه آموزشی می‌داد، که رادرفورد، آزمایشگاه کاوندیشِ دانشگاه کمبریج به مدیریت جی. جی تامسون (صاحب‌نظر پیش‌تاز در الکترومغناطیس) را برگزید. در آن سال ویلهلم رونتگن، فیزیک‌دان آلمانی، اشعه ایکس را کشف کرده بود و در پی آن، آنری بکرل، پرتوزایی را کشف؛ و ماری کوری آن را نام گذاشته بود؛ کشف مهم دیگری که آغاز کار اصلی رادرفورد شد.

## اعمال علمی

مدل اتمی رادرفورد در مقایسه با مدل تامسون

۱۸۹۵، رادرفورد به آزمایشگاه کاوندیش دانشگاه کمبریج رفت تا زیرنظر جی. جی تامسون کار کند. تامسون که استاد فیزیک تجربی بود، رادرفورد را فعالانه در آزمایشگاه به کار گرفت. رادرفورد در آغاز تحقیقات‌ش، با آزمایشی که ایده آن از خودش بود، دو تابش رادیواکتیوی ناهمانند شناسایی کرد. او پی برد که برگه‌ای به پهنای یک‌پانصدم سانتی‌متر، مانع عبور بخشی از تابش می‌شد، اما برای جلوگیری از عبور بخش دیگر تابش، برگه بَس ضخیم‌تری لازم بود. او نخستین پرتو را که بار الکتریکی مثبت داشت و یونیدهکننده‌ای قوی بود و به آسانی جذب مواد می‌شد، اشعه آلفا نامید. پرتو دوم که تابش کمتر و بار الکتریکی منفی داشت اما نفوذ آن در مواد زیاد بود، اشعه بتا نامید. پرتو سوم، که شبیه پرتو ایکس بود را، ۱۹۰۰، پل اوریچ ویلارد (فیزیک‌دان فرانسوی) کشف کرد. این پرتو، نافذترین تابش، و طول موج آن بسیار کوتاه بود. این پرتو، گاما نام گرفت. رادرفورد و همکاران‌ش کشف کردند که تشعشع طبیعی در اورانیوم، خروج ذره آلفا از هسته اتم آن به صورت یک هسته اتم هلیم و برجای‌ماندن اتمی سبکتر از اتم اورانیوم در اورانیوم به ازاء هر خروج ذره آلفا از آن است. از این کشف نتیجه گرفتند که رادیوم تنها عنصر از عناصر حاصل از فعالیت تشعشعی اورانیوم است.

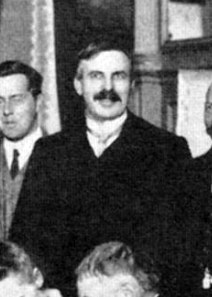
رادرفورد، ۱۹۱۱

۱۹۰۳، رادرفورد عضو انجمن سلطنتی لندن شد و ۱۹۰۴، نخستین کتاب‌ش به نام فعالیت تشعشعی را که از کتاب‌های کلاسیک در این زمینه است، منتشر کرد. شهرت روزافزون رادرفورد در جوامع علمی سبب شد که از سوی دانشگاه‌ها، چندین کرسی استادی به او پیشنهاد شود. ۱۹۰۷، او به انگلستان بازگشت تا استاد دانشگاه منچستر شود. رادرفورد در دانشگاه منچستر رهبر گروهی شد که به‌سرعت دست‌به‌کار تدوین نظریههای تازه دربارهٔ ساختار اتم بود. آن دوره پُرثمرترین دوره زندگی دانشگاهی او بود. رادرفورد به‌پاس کوشش‌های علمی‌اش در دانشگاه منچستر، چندین نشان و جایزه گرفت، که نوبل شیمی در ۱۹۰۸، اوج آن‌ها بود. این نشان افتخار را البته برای کارهایش در کانادا روی فعالیت تشعشعی عناصر به او دادند.
بزرگ‌ترین دستاورد رادرفورد در دانشگاه منچستر کشف ساختار هسته اتم بود. پیش از رادرفورد اتم، به گفته خودش، یک نازنینِ سخت و قرمز، یا به‌حسب سلیقه، خاکستری بود؛ اما اینک یک منظومه بسیار ریز شامل ذرات بی‌شمار است که هنوز هم اسرار دیگری نهفته دارد.

## مرگ
۱۹۳۷، رادرفورد در اثر فتق محتقن، گونه‌ای تورم به‌سبب گرفتگی اعضای درونی، به‌دنبال افتادنش از درخت هنگام هرس کردن، درگذشت. او، ۶۶ ساله و هنوز سرزنده و قوی بود.